# Corymbostachys
Corymbostachys es un género de plantas con flores perteneciente a la familia Acanthaceae. El género tiene una especie de hierbas.
Está considerado un sinónimo del género Justicia

## Especies seleccionadas
- Corymbostachys elytraria